# Meristata
Meristata is een geslacht van kevers uit de familie bladkevers (Chrysomelidae).
De wetenschappelijke naam van het geslacht werd in 1935 gepubliceerd door Embrik Strand.

## Soorten
- Meristata dohrni (Baly, 1861)
- Meristata elongata (Jacoby, 1898)
- Meristata fallax (Harold, 1880)
- Meristata fraternalis (Baly, 1879)
- Meristata maculata (Bryant, 1954)
- Meristata pulumini (Bryant, 1952)
- Meristata quadrifasciata (Hope, 1831)
- Meristata sexmaculata (Kollar & Redtenbacher, 1848)
- Meristata spilota (Hope, 1831)